# Tomas Schmit
Tomas Schmit (Wipperfürth, 1943. július 13. – Berlin, 2006. október 4.) német konceptuális művész, grafikus, író. 
Mozgásfolyamat vizes vödrökre (Zyklus für Wassereimer): (1963) A kicsinosított és öltönybe bújt Tomas Schmit körberakott üres üvegek között helyezkedik el, egy kivételével, amelyet az esemény előtt vízzel töltött meg. A körön belül tetszőleges helyzetet felvéve, Schmit a tele üveg tartalmát mindig az attól jobbra lévő üres üvegbe töltötte át. Ezt az akciót – a teli üveg tartalmának az üresbe átöntését az óramutató járásának megfelelően – egészen addig folytatta volna, amíg a víz teljesen ki nem folyt vagy el nem párolgott. Az 1963-as amszterdami Fluxus Fesztiválon előadott, a Mozgásfolyamat vizes vödrökre vagy üvegekre akciói közvetlenek és egyszerűek, kifinomultak és fogalmilag igen ravasznak tűnnek. A forgatókönyv az előadó számára tíztől harminc üveget vagy vödröt ír elő. Időtartama attól függ, hogy a művész milyen sebességgel és pontossággal végzi az öntés folyamatát, amely vagy gyorsan befejeződik, vagy hosszan elhúzódik. A feladat ügyességen is múlhat. Ez az a nyugodt cselekmény, amit az előadás alapvető szándéka szerint az elmélkedő gyerek a dolgok működésének elsajátítása közben végez.

## Fluxus
A német Zyklus szó folyamatot jelent, nemcsak abban az értelemben ahogy az akciók lényeges vonalai ismétlődnek, vagy a víz hullámai ütemesen mozognak, hanem a magyarázatok, előadások sorozatában, azok ritmusának hordozójaként is. Schmit „folyamata" egy a zenéhez és a költészethez kapcsolódó szokatlan didaktikát vesz igénybe, amelyben a ritmus felépítése epikus rítusokat, balladákat, szövegeket, ódákat juttat eszünkbe. A Zyklus vizuális- és ön-demonstrációi cselekedetek, mozdulatok ismételgetésével kezdődnek és kísérőjelenségei a hangok. A rímnek és a szöveg ritmusának nyelvben betöltött ősi szerepét felelevenítő leckék ezek. A rím ritmust is jelöl, a zene és hangok ütemét. Összefoglalva, T. Schmit szóban forgó Zyklusa olyan előadás lehet, amely az előadót és a nézőt rímelő ritmusú egyedi módszerekkel „kezeli”. A test, akció, kép, nyelv és hang közé átalakulásaik lehetőségét sejtető utalások csúsznak, a tárgyak alakulnak a cselekvések közben (anélkül, hogy átalakulnának), hangokat hallunk és mozdulatokat látunk, miközben a víz mindig a közelben van, összeköti, elválasztja a cselekményeket.
A Zyklusban a tárgyak, anyagok folyamatai közötti konkrét összekapcsolódások olyan ellentétek átgondolását vonják maguk után, mint a teljesség/üresség, alkotás/rombolás, értelem/test, születés/halál. Nemcsak ilyen utalásokra szorítkoznak azonban. Mivel németül a Zyklus a menstruációs periódusra is utal, az idézett performanszban egy kizárólagosan női fizikai állapot is szándékoltan idéződik fel: Schmit akciója a biológiai funkciót is ellentéteiben idézi fel: a pete/ ondósejt kettőse és zigótává válása (a genetikai folyamat elemei egységgé alakulnak), ciklikus telítődési folyamatokra is utal. Itt az öntés színpadiasan kreatív, de jelentésében gazdag, így nemzőfolyamatokat is jelölhet, amelyek kétpólusú rendszerként tételeződnek, de melyek végeredménye az egyesülés, a nemi különállás átmeneti megszüntetése. A biológiai folyamattól eltekintve, a Zyklus más kettősségre is céloz. A rend kereteire, amit keres, a változás és véletlenszerűség kapcsolatára a kijelölt időben, a sorozatos, egyenes és narratív, ugyanakkor ciklikus duplázódásokra – mindezek együtt létező aspektusait az időnek, amire egy geológus például úgy utalt, mint „az idő egyszerre villámszerű mivoltára” és az „idő ütemes, visszatérő ciklikus rendszereire”.
A Zyklust előadó művész a létezés természetén elmélkedve, a munka jelentésformáló konkrét beavatkozásainak óvatos vizsgálatát vállalja magára. Schmit forgatókönyve a tevékenységet, mint a létezés konkrét állapotát hangsúlyozza. A tevékenység időbeli dimenziója kiemeli a létezés és a valamivé válás kapcsolatát, miközben anyagán keresztül ontológiai értékű elmélkedésre késztet, mindezt aztán teljes önfeledtséggel a munkás tevékenység pragmatikájában helyezi el az alkotó. (Lásd a magyar Xertox csoport – Šwierkiewicz Róbert és társai cselekményeit a nyolcvanas évek elején). A tevékenység a tárgyak és az emberi létezés, a valamiből valamivé válás állapotának bizonytalan kapcsolatait mutatja be és paradox módon állandósítja is a performansz dokumentációjában. A Zyklust metafizikai kérdések lebegik körül, bár a darab a maga „világi körülményeiben" az emberi céltudatosság, a véletlenek, a befogadó üvegek és a megtöltő víz gondolatokat közvetítő kapacitására épít.

## Zen hatás
D. T. Suzuki, (a Zen-buddhizmus nagy befolyású fordítója az 50-es években, és John Cage spirituális tanítómestere) a zen-metodológia egyik jellemző elemét, a mondo-t (szó szerint „kérdést és választ”) így írta le: „rövid, váratlan és egyáltalán nem sorozatba illő, de lehetőleg következetesen felépített gondolatokat (tár fel) […] a legjelentéktelenebb tényszerű kijelentésben álcázva.” Foglalkozott továbbá a prajna ide kapcsolódó felfogásával is, ami az „azonnaliság, a szándékosság hiánya, a megszakítás kizárása, amiben nincs helye a kezdetekről a végkövetkeztetésekre ugrásnak. A prajna velejéig cselekvés, miközben igazi tapasztalat.”
A Zyklus, a Zen gondolkodás-, és cselekvésmódjaihoz kapcsolva tehát nemcsak filozófiai természetű elmélkedést, hanem érzéki tapasztalatot is jelent egyben – a „tevékenység”, ahogy azt Henri Lefebvre mondta, „alakítja a tárgyat, beazonosítja és felismeri önmagát benne.” A Fluxus színes inspirációinak körében tehát az orientális filozófiák gondolkodásformái is helyet kaptak. Ez a tény nem kis mértékben megvolt már az absztrakt expresszionizmus tájékozódásában is. A Kelet és Nyugat kulturális „ozmózisa" egyre felismerhetőbb ebben
Schmit Zyklusa, – úgy tűnik – a kettős, ellentétekbe történő rendezés-felosztás és a nyugati ismeretelmélet folytonosság – tudatának a kölcsönösség és egység nem-nyugati elveivel való kísérleti egybeolvadását jelenti. Vizuális mondo-ként – kérdésként és válaszként egyszerre tehát –, értelmezhető, amelyben a létezés (statikus tárgyak) és a valamivé válás (minthogy a tevékeny ember tárgyai) egy kérdés/válasz paradigmában tárulkoznak fel az élet mindennapjainak szabálytalansága szerint, amelyekben az ember szépségesen értelmetlen feladatot lát el, csendesen vizet öntögetve egyik üvegből a másikba.